# Wilhelm Lange (Mediziner, 1894)
Wilhelm Lange (* 1894; † nach 1958) war ein deutscher Psychiater.

## Leben
Wilhelm Lange kam 1926 an die „Staatliche Landeserziehungsanstalt für Schwachsinnige und Blinde“ in Chemnitz-Altendorf, deren Direktor seit 1927 Walter Kürbitz war. Er wurde zum stellvertretenden Anstaltsbezirksarzt bestellt und stieg 1929 zum Regierungsmedizinalrat auf. Zu Kürbitz´ Stellvertreter mit dem Titel Oberregierungsmedizinalrat wurde Wilhelm Lange 1934 befördert.
1931 wurde Lange sympathisierendes Mitglied im Nationalsozialistischen Deutschen Ärztebund, 1932 trat er der NSDAP bei.
Unmittelbar nach der „Machtergreifung“ der Nationalsozialisten verfasste Wilhelm Lange im Sommer 1933 eine Denkschrift mit Reformvorschlägen für die Schwachsinnigenerziehung in der Landeserziehungsanstalt. 
Als Mitglied der Deutschen Gesellschaft für Rassenhygiene und bisheriger Zweiter Vorsitzender der Ortsgruppe Chemnitz dieser Gesellschaft übernahm er nach dem Weggang von Martin Staemmler, dem bisherigen Direktor des Pathologisch-Hygienischen Instituts der Stadt Chemnitz, den Posten des „Ortsgruppenleiters“ der Deutschen Gesellschaft für Rassenhygiene in Chemnitz.
1938 bezeichnete sich Wilhelm Lange als Oberregierungsmedizinalrat a. D., als er in der Monatsschrift für Kriminologie und Strafrechtsreform, Band 29, ein Gutachten publizierte.
Während der NS-Zeit war Lange Chemnitzer Stadtrat sowie von 1936 bis 1945 Leiter des städtischen Gesundheitsamtes.
1951 war Wilhelm Lange Mitglied der Physikalisch-Medizinischen Gesellschaft zu Würzburg und 1958 Leiter der Versorgungsärztlichen Untersuchungsstelle in Würzburg.
Lange war ab 1927 mit der Ärztin Frieda Malkwitz (* 1893) verheiratet, mit der er auch publizierte.

## Schriften (Auswahl)
- Seelische Hygiene in den Entwicklungsjahren. In: Zeitschrift für psychische Hygiene, 1930, S. 147ff.
- Wachstumsstörungen bei chronischer Encephalitis epidemica. In: Allgemeine Zeitschrift für Psychiatrie und psychisch-gerichtliche Medizin, Band 97, 1932, S. 135–151.
- (mit Friede Lange-Malkwitz): Kapillarmikroskopische Untersuchungen bei chronischer Encephalitis epidemica. In: Allgemeine Zeitschrift für Psychiatrie und psychisch-gerichtliche Medizin, Band 97, 1932, S. 152ff.
- Medizinisches und Psychologisches zur Unfruchtbarmachung Erbblinder. In: Die deutsche Sonderschule 1 (1934), H. 6, S. 408–414.
- Erfahrungen und Ergebnisse auf Grund einer zehnjährigen Beobachtung in der Enzephalitiker-Abteilung Chemnitz-Altendorf. In: Zeitschrift für Kinderforschung, Band 43, 1934, S. 363–299.
- (mit Herbert Hippe): Ist nach Röntgenbestrahlung eine wesentliche Besserung bei mongoloider Idiotie zu erwarten? In: Jahrbuch Kinderheilkunde 143 (1934), S. 306–311.
- Ergebnisse, Lehren und Wünsche, die sich aus der Jahresarbeit (1934) eines Erbgesundheitsgerichtes (Chemnitz) ergeben. In: Psychiatrisch-Neurologische Wochenschrift 37 (1935), S. 75–82.
- Die wirtschaftliche und rassehygienische Bedeutung der Erziehung Sehschwacher. In: Die Deutsche Sonderschule 2 (1935), H. 5, S. 379–384.
- Wo ist bei Schwachsinnigen nach dem Gesetz zur Verhütung erbkranken Nachwuchses (GzVeN) die Grenze zum Normalen zu ziehen? In: Die deutsche Sonderschule 2 (1935), H. 7. S. 541–553.
- Der erbbiologische Wert der unehelichen Mütter mit drei und mehr unehelichen Kindern. In: Volk und Rasse 12 (1937), S. 377–379.